# Hartmann Beyer

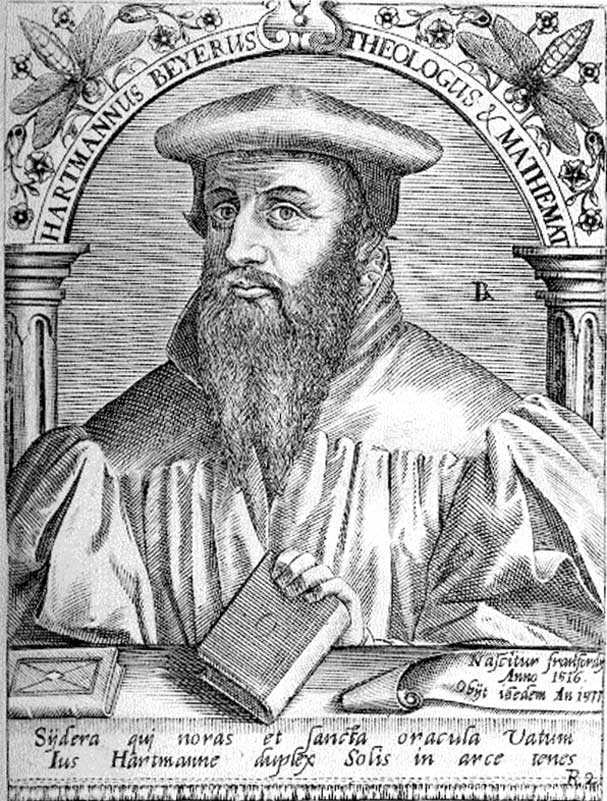
Grabado de Hartmann Beyer

Hartmann Beyer ( * 30 de septiembre de 1516 en Fráncfort del Meno; † 11 de agosto de 1577 en Fráncfort del Meno), fue un matemático, teólogo y reformador religioso alemán.